# Hypericum fragile
Hypericum fragile är en johannesörtsväxtart som beskrevs av Theodor Heinrich von Heldreich, Amp; Sart. och Pierre Edmond Boissier. Hypericum fragile ingår i släktet johannesörter, och familjen johannesörtsväxter. Inga underarter finns listade i Catalogue of Life.